# Callistemma
Callistemma  es un género de plantas con flores perteneciente a la familia Dipsacaceae (aunque algunas clasificaciones lo incluyen en la familia Asteraceae). Comprende 7 especies.
Está considerado un sinónimo del género Callistephus Cass.

## Especies seleccionadas
- Callistemma brachiata Boiss.
- Callistemma capitatum Rchb.
- Callistemma chinensis Skeels
- Callistemma hortense Cass.
- Callistemma indicum G.Don
- Callistemma palaestinum Halácsy
- Callistemma sibthorpianum Nyman